# Burg Groß-Vernich
Die Burg Groß-Vernich ist die Ruine einer Wasserburg im Ortsteil Großvernich der Gemeinde Weilerswist im Kreis Euskirchen in Nordrhein-Westfalen.
Die ursprünglich zweiteilig angelegte Burg ist seit dem 18. Jahrhundert dem ungehinderten Verfall ausgesetzt. Der Name Vernich stammt von den Edelherren von Vernich, einer Nebenlinie des Hauses Tomburg. Zunächst gab es eine bedeutendere alte Burg der Familie Vernich südlich des Ortes Groß-Vernich. 1342 wurde diese Burg erstmals erwähnt, als sie vom Herrn von Vernich dem Grafen von Jülich übereignet wurde. Von Johann Brent von Vernich Mitte des 14. Jahrhunderts neu gebaut, wurde die Burg 1370 von den Kölnern belagert, da Johanns Sohn Reinhard als Raubritter bekannt war. Unter dessen Sohn Goswin, ebenfalls Raubritter, wurde die Burg im Jahre 1460 so stark zerstört, dass er sie neu aufbauen und mit Köln Frieden schließen musste. Mit dem Aussterben der Familie Vernich verfiel die alte Burg und die damit verbundenen herrschaftlichen Rechte gingen auf die beiden Burgen Groß-Vernich und Klein-Vernich über.
1541 wurde Daem von Orsbeck neuer Lehensträger der Unterherrschaft Groß-Vernich, dessen Nachkommen hohe Ämter und Würden des Herzogtums Jülich erlangten und zu Freiherren erhoben wurden. Mit Johann Hugo von Orsbeck zu Vernich wurde der letzte Erbe 1634 auf der Burg geboren, ab 1676 war er Kurfürst und Erzbischof von Trier. 1711 erbte sein Schwager Wolf Ernst von Schmidtburg die Besitzung. Dessen Sohn verkaufte das Anwesen an seinen Cousin Karl-Kaspar von Metternich-Müllenark. Nachdem die Metternichs 1754 ausgestorben waren, wurde die schon ruinöse Burg dem Freiherrn Sigismund von Roth zugesprochen, der mit einer Metternich verheiratet gewesen war. Zu dieser Zeit war die Unterherrschaft aufgehoben und die Vorburg 1810 abgebrannt. Am Ende des 19. Jahrhunderts erwarb Engelbert Fischenich die Burgruine und das übrig gebliebene Land, dessen Nachkommen heute noch das Areal besitzen.